# Нубалыкич
Нубалыкич — потухший вулкан на полуострове Камчатка, Россия.
Относится к группе Уксичанского вулканического района Срединного пояса. Вулкан находится в северной части вулканического района, занимая водораздел между реками Кулкев-Окат и Нубалыкич-Окат.
В географическом плане вулканическое сооружение имеет форму окружности с диаметром 5 км, занимает площадь 30 км². Объем изверженного материала 5 км³. Абсолютная высота — 1309 м, относительная же высота составляют около 500 м. Склоны вулкана эродированы неглубокими оврагами и распадками. Кратер отсутствует.
Деятельность вулкана относится к верхнечетвертичному периоду.